# Бакулино (Московская область)
Бакулино — деревня в Можайском районе Московской области в составе Порецкого сельского поселения. Численность постоянного населения по Всероссийской переписи 2010 года — 22 человека. До 2006 года Бакулино входило в состав Синичинского сельского округа.
Деревня расположена на западе района, примерно в 7 км к северу от Уваровки, в междуречье рек Лусянка и безымянного ручья — правого притока речки Жезлянка (левый приток Лусянки), высота центра над уровнем моря 217 м. У западной окраины деревни проходит региональная автодорога 46К-1123 (бывшая Р 90) Тверь — Уваровка. Ближайшие населённые пункты — посёлок центральной усадьбы совхоза «Синичино» на другой стороне шоссе, Синичино на северо-востоке, Ширякино на северо-западе и Ладыгино на западе.